# Cycnotrachelodes coeruleatus
Cycnotrachelodes coeruleatus es una especie de coleóptero de la familia Attelabidae.

## Distribución geográfica
Habita en Bután. China, Laos, Birmania,  Tailandia y Vietnam.